# Нейман, Владимир Абрамович
Владимир Абрамович Нейман (псевдонимы: Никольский, Берг Виктор Александрович, Васильев, Василий; 10 декабря 1898, село Читканское, Баргузинский уезд, Забайкальская область, Российская империя — 21 сентября 1938, Хабаровск, СССР) — сотрудник Коминтерна и советской разведки (капитан госбезопасности), участник I съезда Коммунистической партии Китая.

## Биография
Родился в бедной многодетной еврейской крестьянской семье 10 декабря 1898 года в селе Читкан Баргузинского уезда. Закончил 3 класса Читинского коммерческого училища. В 1916—1917 служил рядовым в 16-м Сибирском стрелковом полку, после демобилизации вернулся в Читу и поступил служащим в Общество «Эконом», затем уехал во Владивосток, работал в частных фирмах. Уклоняясь от военной службы у белых, бежал в Китай, но на границе был схвачен и мобилизован в 31-й Сибирский стрелковый полк атамана Г. М. Семёнова. После покушения на атамана как еврей направлен в отдельную дисциплинарную роту. В конце 1919 поднял восстание в караульной роте на Нерчинском заводе и увел её к красным партизанам, боец разведки 4-го партизанского отряда.
В 1919—1920 служил в разведотделе Народно-революционной армии Дальневосточной республики, участвовал в боях, затем помощник резидента на станции Маньчжурия, резидент Маньчжурско-Хайларского района, резидент разведотдела штаба 5-й Армии РККА, сотрудник контрразведывательного отдела полпредства ГПУ РСФСР на Дальнем Востоке.
В 1921 работал сотрудником Административной секции Коммунистического интернационала. В 1921 вступил в РКП(б).
В июне 1921 под фамилией Никольский выехал в Китай в качестве представителя Профинтерна от Дальневосточного секретариата Коминтерна и одновременно в качестве представителя Разведотдела НРА. Вместе с Г. Марингом участвовал в I съезда Коммунистической партии Китая, проходившем в Шанхае с 23 июля по 5 августа 1921 года. До декабря 1921 работал в Шанхае, затем до 1925 в Маньчжурии.
По возвращении из Китая направлен на работу в Читу. В 1922—1923 резидент разведотдела ГУПО ДВР. В 1923—1925 резидент полномочного представительства ОГПУ по ДВО, руководил резидентурой в Хайларе. В 1925 резидент ИНО ПП ОГПУ по ДВО в Японии.
В 1926—1927 — уполномоченный Контрразведывательного отдела Читинского ОГПУ по Дальневосточному краю. В 1927 переведен во Владивостокский оперативный сектор ОГПУ. в 1929—1930 — Владивостокского окружного отдела ОГПУ, в 1929 во время китайско-советского конфликта на КВЖД командирован на станцию Гродеково, где руководил диверсионной и агентурной работой.
В 1930 назначен начальником отделения КРО ПП ОГПУ по ДВК, направлен в Сахалян (Китай). С 1930 по 1932 работал Сахаляне, активно участвовал в проведении решающих операций против действовавшего здесь аппарата японской разведки.
В 1932—1933 работал в Хабаровске заместителем начальника отдела ИНО полномочного представительства ОГПУ по Дальневосточному краю. В 1933—1935 работал в Шанхае. В 1935 отозван в Центр и направлен в заграничную командировку в одну из стран Ближнего Востока (Турцию).
В аттестациях того времени постоянно отмечались его разносторонний опыт закордонной работы, активность и находчивость в практических делах, решительность и быстрая реакция на неординарные ситуации. И вывод: Нейман, безусловно, работник высокой квалификации. Был награждён знаком «Почетный чекист», тремя наградными пистолетами. Вместе с тем, напряжённая работа привела к появлению ряда заболеваний, таких как острая форма суставного ревматизма, малокровие, неврастения и других.
В 1937 краевой аппарат УГБ производил проверку информации, согласно которой Нейман служил в карательных подразделениях армии Колчака, однако информация не подтвердилась и в июне 1937 дело было закрыто, и Нейман вернулся на закордонную работу.
Последняя должность — оперуполномоченный 7-го отдела ГУГБ НКВД СССР.
В 1938 вновь отозван в Москву, задержан как «японский шпион и участник правотроцкистской организации» в арестантском вагоне этапирован в Хабаровск. На следствии дал показания, однако 21 сентября 1938 года перед судом военного трибунала от них отказался. Несмотря на это, суд после десятиминутного разбирательства вынес ему приговор — высшую меру наказания.
23 февраля 1938 г. он был арестован сотрудниками ГУГБ НКВД СССР по справке УНКВД ДВК как участник правотроцкистской организации на ДВК и японский шпион. 23 февраля 1938 г. уволен со службы согласно ст. 37 п. «б» гл. 7 «Положения о прохождении службы начальствующим составом ГУГБ НКВД СССР». Этапирован в Хабаровск. В ходе судебного заседания 21 сентября 1938 г. выездной сессией ВК ВС СССР от показаний, данных на предварительном следствии, отказался как выбитых следователями, и по той же причине отверг показания других. Однако был приговорен к высшей мере наказания. В этот же день расстрелян.

## Память
Портрет Никольского в числе 15 участников I съезда КПК (13 китайцев и 2 иностранцев) находится в экспозиции Дома-музея 1-го съезда в Шанхае. Фото Никольского было найдено лишь в 2006 году.